# Chlorophorus biinterruptus
Chlorophorus biinterruptus är en skalbaggsart som beskrevs av Maurice Pic 1943. Chlorophorus biinterruptus ingår i släktet Chlorophorus och familjen långhorningar. Inga underarter finns listade i Catalogue of Life.